# Zarigradski westnik
Zarigradski westnik (dt. Zarigrader bzw. Konstantinopeler Zeitung oder Zarigrader Bote, bulgarisch Цариградски вестник, geschrieben bis 1945 Цариградскй вѣстникъ, weitere veraltete Schreibweisen: Цариградскй вѣстникъ, Цареградски вѣстникъ, Цареградскій вѣстникъ) war eine der wichtigsten bulgarischen Zeitungen während der Zeit der bulgarischen Aufklärung. Sie wurde zwischen 1848 und 1862 in der osmanischen Hauptstadt Konstantinopel (bulg. Zarigrad) von Iwan Bogorow herausgegeben und war eine der ersten osmanischen Zeitungen und nach Bulgarski orel die zweite bulgarische Zeitung. Die Zarigradski westnik war ein Sprachrohr der Bewegung für die Unabhängigkeit der Bulgarischen Kirche vom griechisch geprägten Ökumenischen Patriarchat von Konstantinopel. Die Zeitung war neben der Makedonija eine der beliebtesten in dieser Zeit und die am längsten herausgegebene bulgarische Zeitung während der bulgarischen Aufklärungszeit.
Die Zarigradski westnik wurde von Bogorow nach der Schließung der in Leipzig erschienenen Zeitung Bulgarski orel (bulg. „Българский орел“= Bulgarischer Adler) gegründet. Bogorow war selbst bis 1850 Chefredakteur (88 Ausgaben), danach wurde die Zeitung von Alexander Exarch (552 Ausgaben) und kurz von Todor Burmow (36 Ausgaben) geleitet. Vertreter der Bulgarischen Aufklärung wie Botjo Petkow, Georgi Rakowski, Najden Gerow, Sawa Filaretow, Sawa Radulow, Jurdan Nenow, Krastjo Pischurka, Jordan Chadschikonstantinow, Nikola Michailowski und weitere schrieben regelmäßig Artikel oder Kommentare für die Zeitung und fundierte als ihre Korrespondenten. Die ersten 17 Ausgaben wurden noch im kirchenslawischen Schrift gedruckt und ab der 18 in der so genannten Bürgerliche Schrift. Für die Zeitung kreierte Bogorow aus dem Wort west (aus dem Bulg. вест, Dt. Nachricht) das Wort westnik, Dt. Zeitung und durch sie wurde das Wort in der Bulgarischen Sprache eingeführt. Unter Alexander Exarch kostete die Zeitung für Abonnenten in Konstantinopel 100  und außerhalb 130 Groschen (Kuruş) und sie hatte um die 400 feste Abonnenten im ganzen Osmanischen Reich und Fürstentum Rumänien.
Neben politischen und wirtschaftlichen Nachrichten aus dem In- und Ausland, journalistischen, geographischen, historischen, biographischen und Bildungsartikel wurden in der Zarigradski westnik auch künstlerische, literarische Texte veröffentlicht. So wurden Übersetzungen und bulgarische Adaptionen vieler ausländischer Werke und Autoren als Beiblätter zum Ersten Mal in Bulgarischer Sprache veröffentlicht, darunter Robinson Crusoe von Daniel Defoe und "Die Janitscharen" von Mor Yokai. Viele der Vertreter der sogenannten „Lehrerdichter“ der Aufklärungszeit wie Jordan Chadschikonstantinow-Dschinot veröffentlichten ihre Artikel, Notizen und literarischen Werke auf den Seiten der Zeitung oder gaben wie Dobri Tschintulow und Petko Slawejkow hier ihr Debüt.
Die Zeitung verfügte über ihre eigene Druckerei in der mehr als 60 Monographien, Lehrbücher, Satzungen des Ökumenischen Patriarchat von Konstantinopel und des Bulgarischen Exarchats in bulgarischer Sprache gedruckt wurden.